# Сендовиці (Люблінське воєводство)
Сендовиці (пол. Sędowice) — село в Польщі, у гміні Рики Рицького повіту Люблінського воєводства.
Населення — 681 особа (2011).
У 1975-1998 роках село належало до Люблінського воєводства.

## Демографія
Демографічна структура станом на 31 березня 2011 року:
|          | Загалом | Допрацездатний вік | Працездатний вік | Постпрацездатний вік |
| -------- | ------- | ------------------ | ---------------- | -------------------- |
| Чоловіки | 352     | 82                 | 236              | 34                   |
| Жінки    | 329     | 69                 | 185              | 75                   |
| Разом    | 681     | 151                | 421              | 109                  |